# Gina Smith
Gina Smith (Saskatoon, 11 de noviembre de 1957) es una jinete canadiense que compitió en la modalidad de doma.
Participó en dos Juegos Olímpicos de Verano, en los años 1988 y 1996, obteniendo una medalla de bronce en Seúl 1988, en la prueba por equipos (junto con Cynthia Ishoy, Eva-Maria Pracht y Ashley Nicoll). Ganó una medalla de oro en los Juegos Panamericanos de 1991, también en la prueba por equipos.

## Palmarés internacional
| Juegos Olímpicos     | Juegos Olímpicos     | Juegos Olímpicos  | Juegos Olímpicos |
| Año                  | Lugar                | Medalla           | Categoría        |
| -------------------- | -------------------- | ----------------- | ---------------- |
| 1988                 | Seúl (Corea del Sur) | Medalla de bronce | Por equipos      |
| Juegos Panamericanos |                      |                   |                  |
| Año                  | Lugar                | Medalla           | Categoría        |
| 1991                 | La Habana (Cuba)     | Medalla de oro    | Por equipos      |